# L'Echo
L'Echo (o L'Écho, pronuncia francese: /eko/, in IPA) è un quotidiano belga in lingua francese che pubblica informazioni politiche, economiche e finanziarie. Fu fondato nel 1881.

## Storia
Il giornale destinato alla comunità francofona del Belgio, il suo equivalente in lingua olandese è il quotidiano De Tijd (Il Tempo). L'Echo (come De Tijd) è di proprietà di Mediafin, una joint venture del gruppo Rossel e Roularta. François Bailly è attualmente il redattore capo.
Il primo numero di L'Echo (all'epoca L'Echo de la bourse de Bruxelles) fu pubblicato domenica 22 maggio 1881. Fu creato da tre agenti di cambio, Alfred Van Der Elst, André Mélot e Hyacinthe Peemans. All'epoca, si trattava di una sorta di bollettino informativo che intendeva "informare in modo utile, e onestamente consigliare il pubblico" sul mercato azionario, sull'industria e sul commercio.
È stato pubblicato due volte a settimana (giovedì e domenica). Il giornale divenne tri-settimanale nel 1882 e quotidiano nel 1890, quando prese il nome semplificato di L'Echo de la Bourse, un titolo che porterà per cento anni. È nel 1990 che abbrevia in "L'Echo", per riflettere la sua evoluzione editoriale verso un'informazione più ampia delle semplici notizie di borsa. L'Echo è stampato dal 9 maggio 2009 su carta salmone che si riunisce così alla tradizione europea che i giornali economico-finanziari, come il Financial Times o l'italiano Il Sole 24 Ore, si distinguono dalla concorrenza per il loro colore ma anche e soprattutto dalla qualità dei loro articoli e dalla loro credibilità. L'Echo ha un sito web dal 1996, un sito mobile dal 2008 e una versione tablet dal 2010. Lo slogan di Echo è "Crea le tue opportunità".

### Linea editoriale e pubblico
L'Echo è rivolto a un pubblico interessato soprattutto alle notizie economiche e internazionali: leader politici, le libere professioni (avvocati, consulenti), i direttori di vendita,  direttori marketing, insegnanti e studenti. Nel 1993, nel contesto della crisi costituzionale russa, L'Echo approva e giustifica l'assalto di Boris El'cin al Parlamento russo e ai dimostranti che lo difesero, uccidendo diverse centinaia di persone: "Se El'cin merita di essere applaudito, è non perché ha vinto, ma perché ha avuto il coraggio di usare finalmente la forza contro coloro che non hanno mai nascosto le riforme democratiche, sia politiche che economiche, che non si adattavano ai loro interessi".

## Inserti e pubblicazioni
- Mon Argent
- Sabato